# Carinina wijnhoffae
Carinina wijnhoffae är en djurart som tillhör fylumet slemmaskar, och som beskrevs av Kulikova 1984. Carinina wijnhoffae ingår i släktet Carinina och familjen Tubulanidae. Inga underarter finns listade i Catalogue of Life.